# アクタシュ
アクタシュ (ラテン文字:Oqtosh, Aktash、ウズベク語: Oqtosh / Оқтош、ロシア語: Акташ) はウズベキスタン・サマルカンド州の都市である。州都のサマルカンドからは西北西に約100kmの位置にある。2012年の人口は42,655人となっている。

## 概要
1967年に都市として設立された。街にはブハラとサマルカンドを結ぶウズベキスタン鉄道の駅がある。また、サマルカンドからナヴァーイー、ブハラを経由してトルクメニスタンのテュルクメナバートまで続く高速道路のM37が街を通過している。
アクタシュ付近にはNATOの空軍基地がある。